# 徐宗幹
徐 宗幹（じょ そうかん、Xu Zonggan、1796年 - 1866年）は清の官僚。字は樹人。
江蘇省通州出身。1820年に進士となり、武城・泰安などで知県を務めた。その後高唐知州に昇進した。1848年、按察使銜分巡台湾兵備道に任命され、1853年には林恭の蜂起を鎮圧した。彼の統治期は広建書院が設立されるなど、治績が上がった。1854年、福建按察使となったが、巡撫の王懿徳と合わずに解任された。その後、河南省・安徽省で捻軍との戦いにあたり、1857年には浙江按察使・浙江布政使に昇進した。1862年に福建巡撫に抜擢され、戴潮春の乱の鎮圧にあたった。また1864年には太平天国の李世賢・汪海洋が広東省から福建省に入り、漳州に迫ったが、閩浙総督左宗棠と協力して、これを撃退した。1866年、在任中に死去。左宗棠と福州将軍英桂は徐宗幹をたたえる上奏を行っている。清恵の諡号が贈られた。

## 著作
- 『治台必告録』（巡撫であった時に台湾道の丁曰健に台湾の政務について述べたもの）
- 『斯末信斎文集』
- 『斯末信斎文稿』